# Masao Uchino
Masao Uchino (jap. 内野 正雄, Uchino Masao; * 21. April 1934; † 30. April 2013) war ein japanischer Fußballspieler und -trainer.

## Nationalmannschaft
1955 debütierte Uchino für die japanische Fußballnationalmannschaft. Uchino bestritt 18 Länderspiele und erzielte dabei drei Tore. Mit der japanischen Nationalmannschaft qualifizierte er sich für die Olympischen Spiele 1956.

## Errungene Titel
- Kaiserpokal: 1960, 1961, 1964